# بوژتسین (استان اشوی‌داشکسیه)
بوژتسین (به لهستانی: Bożęcin) یک منطقهٔ مسکونی در لهستان است که در گمینا ویلچتسه واقع شده‌است. بوژتسین ۸۰ نفر جمعیت دارد.